# 문태준 (시인)
문태준(1970년 ~ )은 대한민국의 시인이다. 1970년 경상북도 김천에서 태어나 김천고등학교를 졸업하였다. 고려대학교 국어국문학과를 졸업한 뒤 동국대학교 문화예술대학원 문예창작학과에서 석사학위를, 일반대학원 국어국문학과에서 박사학위를 취득하였다.

## 약력
1994년 《문예중앙》 신인문학상에 시〈處暑〉외 아홉 편이 당선되어 등단했다. 현재 '시힘' 동인으로 활동하고 있다. 2004년 〈동서문학상〉, 〈노작문학상〉, 〈유심작품상〉, 2005년 〈미당문학상〉, 2006년 〈소월시문학상〉, 2014년 〈서정시학작품상〉, 2018년 〈목월문학상〉을 수상했다.

## 저서

### 시집
- 《수런거리는 뒤란》(창작과비평사, 2000) ISBN 9788936421960
- 《맨발》(창비, 2004) ISBN 9788936422387
- 《가재미》(문학과지성사, 2006) ISBN 8932017131
- 《그늘의 발달》(문학과지성사, 2008) ISBN 9788932018812
- 《먼 곳》(창비, 2012) ISBN 9788936423438
- 《우리들의 마지막 얼굴》(창비, 2015) ISBN 9788936423872
- 《내가 사모하는 일에 무슨 끝이 있나요》(문학동네, 2018) ISBN 9788954650175

#### 시인의 말
- 《수런거리는 뒤란》
장마 지나고 나서 눅눅한 것을 내어다 말리는 일을 거풍(擧風)이라 하는데, '바람을 들어올린다'는 그 말의 여울을 빌려 일흔 다섯 편의 시를 세상에 내놓는다. 바람을 들어올려 가슴속에 남아있던 무거리를 마저 체질할 수 있다면, 그래서 흰 광목 몇 마처럼 마음자리가 환해졌으면 좋겠다. 가늘고 가벼운 다리로 수면을 횡단하는 소금쟁이처럼.

- 《맨발》
한권의 시집을 묶으며 다시 읽어보니, 모시조개가 뱉어놓은 모래알 같은 시들이다. 모래알 같은 시들이어서 손으로 쓸어모으기만 해도 입 안이 깔깔해진다.
다만, 시 쓰는 일이 오래오래(久久)해야 할 것임을 믿는다.
가을이 가까워지니 눈동자가 맑아진다.

- 《가재미》
 헤어졌다 만났다 다시 헤어졌다.
손 놓고 맞잡는 사이
손마디가 굵어졌다.
그것을 오늘은 본다.

울퉁불퉁한 뼈 같은 시여,
네가 내 손을 잡아주었구나.
- 《그늘의 발달》
한 짐 가득 지게를 진 아버지가
굴을 빠져나와서 혹은 길가 비석 앞에서
 지게를 진 채 한쪽 무릎을 세워 앉아
 잠시 잠깐 가쁜 숨을 고르시던 게 생각난다.

시집을 내자고 여기 숨을 고르며 앉아 있는 나여.
너는 얼마나 고되게 왔는가.

아버지께 이 시집을 바친다.
- 《우리들의 마지막 얼굴》

세해 동안 쓴 것을 이렇게 한권으로 묶으니 나는 다시 빈털터리가 되었다. 홀가분하다.
시에게 간소한 언어의 옷을 입혀보려는 마음이 조금은 있었지 않았나 싶다. 대상과 세계에게 솔직한 말을 걸고 싶었다. 둘러대지 말고 짧게 선명하게.
시련이 왔었지만 회복되었다. 빚진 인연들에게 고마움을 전한다. 시를 쓰는 일이 다시 내 앞에 있다.  (2015년 4월)